# 文莱标准时间

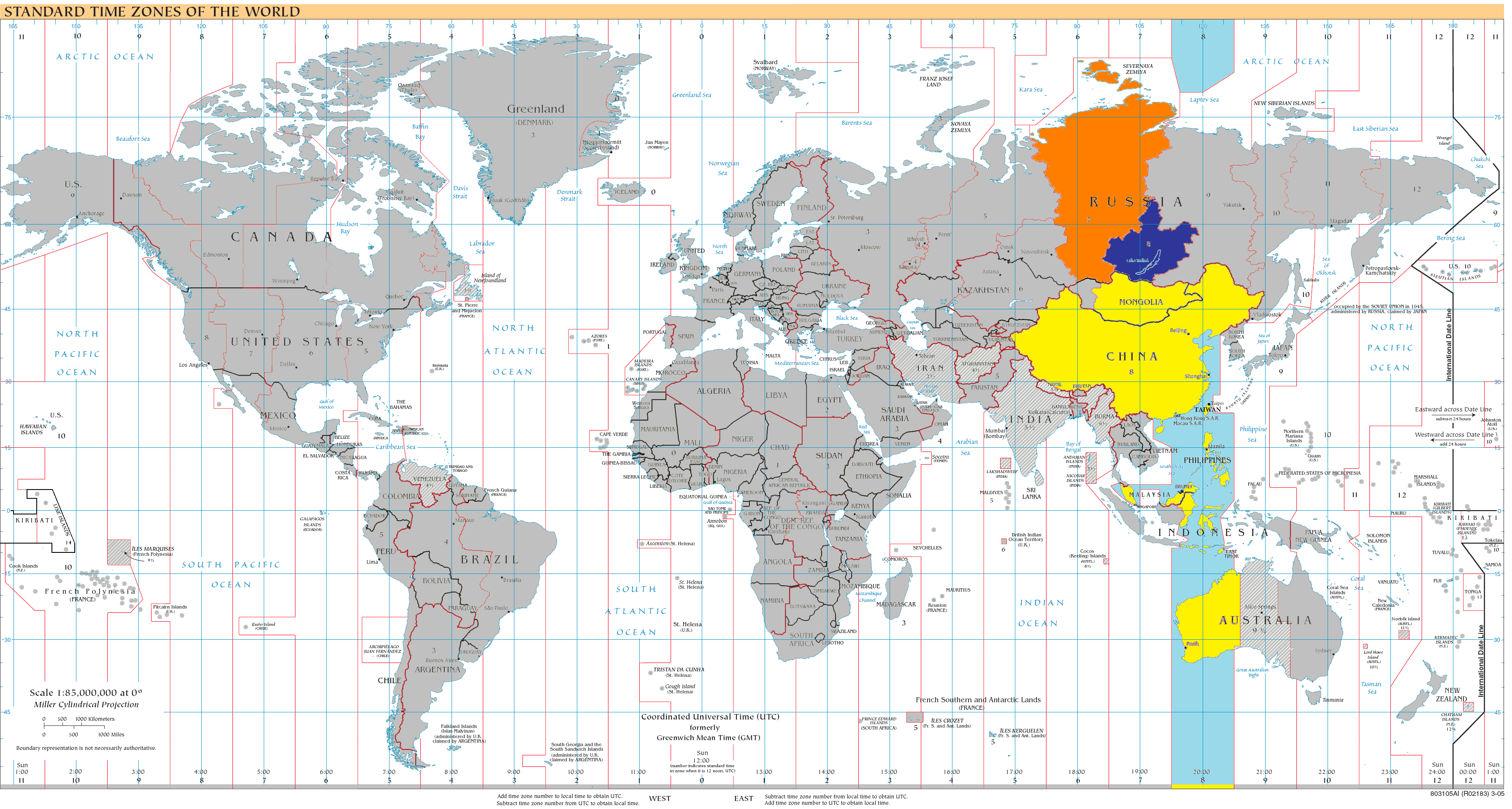
文莱使用UTC+8的标准时间

文莱标准时间（英語：Brunei Standard Time）是文莱的标准时间，比世界协调时快八小时（即UTC+8），与北京、香港、澳门、台北、吉隆坡、新加坡等地的标准时间相同。文莱不实施夏时制。文莱时间比曼谷（UTC+7）的快1小时，比东京、平壤及首尔的（UTC+9）慢1小时。

## 外部連結
- 汶萊時間 （页面存档备份，存于）